# Gert Anklam
Gert Anklam (* 1969 in Berlin) ist ein deutscher Multiinstrumentalist und Komponist. Seine bevorzugten Instrumente sind das Bariton- und Sopransaxophon und die chinesische Mundorgel Sheng. Er spielt außerdem die Bambusflöten Xiao und  Suling, das Rohrblattinstrument Duduk, das Metallophon Gendèr und die sogenannte Wasserstichorgel. Anklam setzt häufig die Technik der Zirkularatmung bei Blasinstrumenten ein.

## Leben
In der DDR machte Gert Anklam die Berufsausbildung mit Abitur als Werkzeugmacher beim Lampenhersteller Narva. In der Klasse fand sich eine erste Band zusammen, „The Toolmakers“. Um nach der Ausbildung in der DDR – wie andere freischaffende Musiker – nicht unter den § 249 StGB zu fallen, arbeitete Anklam als Rentenauszahler. Er gab hauptsächlich in Kirchen Konzerte, unter anderen mit dem Saxophonisten Andreas Kaufmann und dem Perkussionisten Steven Garling.
1993 trat er dem Manfred-Schulze-Bläserquintett bei. Dort übernahm er die Baritonparts des an Chorea Huntington erkrankten Manfred Schulze. Mit dem Mitteldeutschen Saxophonquartett erfolgte eine Zusammenarbeit mit dem Nationalensemble Tansanias, was Gert Anklams Interesse an der Weltmusik weckte. Dies führte zu Reisen und Auftritten in der Volksrepublik China, Indonesien (Bali), Indien und Japan. In Goa studierte er bei Maruti Kurdekar klassische indische Musik. Parallel begann Gert Anklam auf dem Bariton und Sopransaxophon ein Soloprogramm zu entwickeln.
Dies führte zur ersten CD konzert für b., die 1997 im Völkerschlachtdenkmal Leipzig aufgenommen wurde.
1999 lernte Anklam im Rahmen des Musik-Projektes „Berlin – Schanghai, Dialog der Klänge“ den chinesischen Instrumentalvirtuosen Wu Wei kennen und erlernte von diesem das Spiel der Sheng. Im selben Jahr gründete er mit der Performerin, Taiko-Trommlerin und Kathak-Tänzerin Beate Gatscha das Duo Liquid Soul zusammen mit dem Perkussionisten Ulrich Moritz. Seit 1997 komponiert Gert Anklam Musik für Theaterstücke und Hörspiele unter anderem für den WDR, Deutschlandradio, SWR und RBB. Seit 2006 ist Gert Anklam Mitglied des von Falk Zenker gegründeten Ensemble Nu:n, dass über mittelalterliche Musik improvisiert. Im Oktober 2012 erfolgte die Uraufführung des Deutsch-Japanischen Oratoriums Sho Yoku Chi Shoku, dessen Erlöse den Opfern des Tōhoku-Erdbebens zugutekamen.

## Trivia
Einen Auftritt hatte Gert Anklam als Franzl 1979 in dem Fernsehfilm des DFF Karlchen, durchhalten von Siegfried Hartmann.

## Diskografie (Auswahl)
- Manfred Schulze Bläser Quintett: Choral-Konzert Free Music Production FMP CD 145, 2011
- Konzert für b. (Solo), Label Harp LA 75901
- Liquid Soul – Musik aus Luft und Wasser (mit Beate Gatscha und Ulrich Moritz), Raumer Records RR 14802
- Liquid Soul – 1000 Kraniche (mit Beate Gatscha, Ulrich Moritz, Karin Nakagawa, Cathrin Pfeifer, Sonny Thet), Label Harp LA 7311
- Liquid Soul – Sudah Mandi (mit Beate Gatscha und Ravi Srinivasan), Raumer Records, 2011
- Space (Solo) / Unit - Records, April 2018
- Mein Gmüth ist mir verwirret (mit Volker Jaekel), Raumer Records RR 21222, 2021

### Mit Ensemble Nu:n
- Salutare, Raumklang RK 2407, 2005
- Estampie, Raumklang RK 3307, 2014
- Manigem Herzen, Raumklang RK 3901, 2019

## Hörspiele (Auswahl)
- Die Wiedergeburt des Claqueurs Idee und Text: Gert Anklam und Maike Krause, Regie: Eberhard Klasse
- SWR 2000 Ich bin so gierig nach Leben, Hörspiel über Brigitte Reimann, Buch und Regie: Barbara Plensat, Redaktion: Hilke Veth
- NDR 2000 Die wunderbare Welt des Jean-Henri Fabre, Autor: Peter Steinbach, Regie: Marguerite Gatea, Musik: Gert Anklam / Rolf Fischer
- Deutschlandradio 2002 Die dunkle Stunde der Serenissima Hörspiel nach dem Kriminalroman von Donna Leon, Musik: Gert Anklam, Holger Mantey, Regie: Corinne Frottier, WDR 2003